# Jason Ho-Shue
Jason Ho-Shue (Markham, 29 de agosto de 1998) es un deportista canadiense que compite en bádminton. Ganó dos medallas en los Juegos Panamericanos de 2019, oro en dobles y bronce en individual.

## Palmarés internacional
| Juegos Panamericanos | Juegos Panamericanos | Juegos Panamericanos | Juegos Panamericanos |
| Año                  | Lugar                | Medalla              | Prueba               |
| -------------------- | -------------------- | -------------------- | -------------------- |
| 2019                 | Lima (Perú)          | Medalla de oro       | Dobles               |
| 2019                 | Lima (Perú)          | Medalla de bronce    | Individual           |